# Sergi Mora Belmonte
Sergi Mora Belmonte (Manresa, 5 de julio de 1982 - ) es un exjugador español de waterpolo. Se retiró  en el año 2020, después de jugar durante 18 años en el Club Natació Terrasa.

## Clubes
- Club Natació Manresa ( España)
- Club Natació Catalunya ( España)
- Club Natació Terrasa ( España)
- Club Natación Echeyde Timbeque ( España)

## Palmarés
Como jugador de la selección española
- Plata en el Campeonato del Mundo de Roma de 2009
- Bronce en el Campeonato de Europa de Belgrado (Serbia) 2006
- Bronce en la FINA World Cup de Budapest (Hungría) 2006
- Plata en la World League de Atenas (Grecia) 2006
- Oro en los Juegos del Mediterráneo de Almería 2005
- 5º en el Campeonato del Mundo Absoluto de Montreal (Canadá) 2005
- Oro en los Juegos del Mediterráneo de Túnez 2001
- 4º en el Campeonato de Europa Júnior de Kamen (Alemania) 2000